# Vas, Italia
Vas este o fostă comună italiană din provincia Belluno, în regiunea Veneto.
La 28 decembrie 2013, Vas a fuzionat cu comuna Quero pentru a da naștere entității Quero Vas, în care a devenit o frazione. În cele din urmă, pe 22 ianuarie 2024, acesta din urmă s-a unit cu Alano di Piave în noua comună Setteville.